# (2842) Unsöld
(2842) Unsöld – planetoida z pasa głównego asteroid okrążająca Słońce w ciągu 4 lat i 87 dni w średniej odległości 2,62 j.a. Została odkryta 25 lipca 1950 roku w Goethe Link Observatory (Indiana Asteroid Program) w Brooklynie w stanie Indiana. Nazwa planetoidy pochodzi od Albrechta Unsölda (1905-1995), niemieckiego astrofizyka. Przed nadaniem nazwy planetoida nosiła oznaczenie tymczasowe (2842) 1950 OD.